# Foro Sor Juana Inés de la Cruz
El Foro Sor Juana Inés de la Cruz es una sala teatral universitaria alternativa ubicada en el Centro Cultural Universitario de la Universidad Nacional Autónoma de México adyacente al Teatro Juan Ruiz de Alarcón.

## Características
El foro Sor Juana Inés de la Cruz es un recinto proyectado concebido como sala escénica alternativa con ecos a corral de comedias, pensado para acoger teatro de carácter experimental con una capacidad máxima de 250 espectadores. El foro es un prisma vertical con cuatro pisos, concebido para ser adaptado a diferentes formas de relación espacial entre espectáculo y público, razón por la cual no se encuentran bien delimitadas las áreas dedicadas a la actuación y espectadores con el fin de que el director de la obra pueda adecuarlo como mejor le convenga. De este modo, aprovechando las características del foro, el recinto puede amoldarse de acuerdo con las necesidades de la obra y funcionar como cualquier tipo de teatro, como por ejemplo un teatro-arena o teatro isabelino.
Para garantizar la eficacia de esta versatilidad escénica, el foro Sor Juana Inés de la Cruz está dotado con un sistema de iluminación similar al de una sala cinematográfica. La programación en el Foro y en el contiguo Teatro Juan Ruiz de Alarcón muestran anualmente una variada cartelera de espectáculos y representaciones artísticas profesionales a precios populares. El recinto en conjunto es sede habitual del Festival Cervantino de la UNAM.